# (100577) 1997 HM10
(100577) 1997 HM10 es un asteroide perteneciente al cinturón de asteroides, descubierto el 30 de abril de 1997 por el equipo del Lincoln Near-Earth Asteroid Research desde el Laboratorio Lincoln, Socorro, Nuevo México, Estados Unidos.

## Designación y nombre
Designado provisionalmente como 1997 HM10.

## Características orbitales
1997 HM10 está situado a una distancia media del Sol de 2,447 ua, pudiendo alejarse hasta 2,985 ua y acercarse hasta 1,908 ua. Su excentricidad es 0,220 y la inclinación orbital 1,913 grados. Emplea 1398,39 días en completar una órbita alrededor del Sol.
Los próximos acercamientos a la órbita de Júpiter se producirán el 11 de mayo de 2050 y el 13 de enero de 2126.

## Características físicas
La magnitud absoluta de 1997 HM10 es 16,6.